# Centre national d'études des télécommunications
Pour les articles homonymes, voir CNET.
Le Centre national d'études des télécommunications (CNET) était un laboratoire de recherche français en télécommunications.
Le 1er mars 2000, les changements économiques intervenus dans ce secteur ont conduit l’État et France Télécom à fusionner le CNET avec diverses autres entités pour former France Télécom R&D, devenu Orange Labs en 2007.

## Historique

### Les débuts
Dans les années 1930, au sein de l'administration des PTT, deux petits organismes ont vocation à mener des recherches en télécommunications : Le « Service d'études et de recherches techniques » (SERT) et le Laboratoire national de radioélectricité (LNR). Avec quatorze ingénieurs, le SERT, créé par un décret daté du 4 juillet 1916, est une sorte de bureau d'études chargé d'établir les cahiers des charges. Le LNR, créé en 1931 et issu du laboratoire de télégraphie militaire créé par le général Ferrié en 1926, ressemble plus à un laboratoire de recherches car il regroupe des scientifiques reconnus dans un certain nombre de domaines comme la physique de la haute atmosphère ou la métrologie. Ce laboratoire interministériel rattaché aux PTT est sollicité pour l'affectation de fréquences entre les différents acteurs, privés ou publics de la radiodiffusion.
En 1940, après la défaite de juin 1940 et l'instauration de ce que l'on appellera le régime de Vichy, un comité de coordination des télécommunications impériales (CCTI) fut créé pour organiser les politiques de télécommunications. Au cours de la période 1940-1944, l'administration des PTT sera d'ailleurs complètement remaniée, notamment dans le secteur des télécommunications. Le premier organe créé spécifiquement pour la recherche est la « Direction des recherches et du contrôle technique » (DRCT) qui regroupe l'ancien SERT et le service de vérification du matériel. En 1941, elle compte 314 personnes dont 28 ingénieurs, dirigées par Jean Dauvin assisté de Charles Lange. Jean Dauvin s'emploie à développer un puissant centre de recherches PTT avec des ingénieurs dont la compétence doit égaler celles de leurs collègues d'entreprises privées comme la Société française radio-électrique (SFR).
À la suite de l'armistice du 22 juin 1940, les corps d'ingénieurs militaires ont été dissous et 80 ingénieurs et 100 agents des transmissions militaires trouvent refuge dans les diverses administrations des PTT dont certaines, comme le SERT de Lyon, n'étaient qu'une couverture pour effectuer des tâches militaires. L'invasion de la zone libre, en novembre 1942, conduira le SERT à abandonner les recherches militaires. La voie est alors ouverte pour que Jean Dauvin accélère l'évolution qui va mettre un terme aux pratiques d'avant-guerre où les techniciens de l'État se cantonnaient dans l'énoncé des problèmes, l'orientation des études et le contrôle des réalisations. Pour que les techniciens des administrations soient excellents, il faut qu'ils disposent de leurs propres laboratoires. Pour Jean Dauvin et Charles Lange, avec l'expansion rapide des télécommunications, un laboratoire d'État ne ferait pas concurrence aux laboratoires industriels privés. Finalement, avec l'appui du ministre à la Production industrielle Jean Bichelonne, le CNET, créé par acte dit Loi n°102 du 4 mai 1944, regroupe la plus grande partie des services rattachés jusqu'alors à la DRCT, et reste, en principe, un organe interministériel.
À la Libération, par l'arrêté du 18 novembre 1944, Jean Dauvin, trop lié au régime de Vichy, est remplacé par Henri Jannès, responsable des télécommunications en Afrique du Nord en 1943 et ancien résistant gaulliste. L'ordonnance de validation n° 45-144 signé par le général de Gaulle le 29 janvier 1945 conserve le caractère interministériel du CNET, mais jusqu'en 1954, le CNET dirigé par Henri Jannès devra coexister avec le Service des recherches et du contrôle technique (SRCT), créé par le ministère des PTT le 25 avril 1946, et dirigé par Pierre Marzin, ancien adjoint de Jean Dauvin. Le SRCT deviendra vite un centre de recherches plus important que le CNET. La Direction générale des Télécommunications (DGT) poussera à partir de 1953 à l'abandon par le CNET de son caractère interministériel et à son intégration de fait dans le SRCT. Les deux organismes fusionnés prendront le nom de CNET.
La première tâche du CNET est de rétablir un réseau de télécommunications (téléphone et télégraphe) en France. Sa première réalisation visible par le grand public est, en 1953, la retransmission par voie hertzienne du couronnement d'Élisabeth II.
Néanmoins, ces dix premières années ont aussi permis au CNET d'inventer des solutions innovantes, comme la technique des courants porteurs en 1949 mais de connaître un échec avec le système de commutation L43.
En 1954, le Laboratoire national de radioélectricité (LNR), situé à Bagneux dans les Hauts-de-Seine, est intégré au CNET. La mise au point, à la même époque, du Tecnetron par Stanislas Teszner, préfigure le transistor à effet de champ. La même époque voit l'émancipation des structures issues des PTT et l'éloignement, budgétaire et humain, des entités liées aux armées.

### Les investissements dans le domaine spatial
La décennie suivante, de 1955 à 1965, marque l'essor des télécommunications spatiales, illustré en 1962 par la première liaison télévisée intercontinentale entre Pleumeur-Bodou en Bretagne et Andover. Le CNET lance sa première fusée, Véronique, en 1957. La recherche spatiale s'est ouverte, avec le premier Spoutnik et, en 1959, un nouveau département est constitué au CNET avec François du Castel. Bientôt un groupe du CNRS, le GRI, est aussi hébergé au CNET. Les deux groupes fusionneront ultérieurement pour constituer le CRPE, premier laboratoire commun CNET-CNRS.
En recherche spatiale, le CNET ajoute à ses compétences en radioélectricité sa technicité en matière de fusées puis de satellites. Il est ainsi capable de proposer rapidement au CNES naissant de premières réalisations, avec le premier satellite scientifique français FR-1 et avec le sondeur ionosphérique à diffusion incohérente. La complémentarité science-technologie donne au CRPE un poids considérable dans la recherche spatiale et il acquiert une très bonne réputation mondiale. Il est responsable du projet de satellite franco-soviétique Roseau, le premier satellite à ordinateur embarqué, malheureusement abandonné en 1968. Il lance le projet européen de sondeur à diffusion incohérente EISCAT en zone polaire.

### Les investissements dans la commutation téléphonique
Au début des années 1960, deux filiales de ITT, la CGCT et LMT, ainsi que la société suédoise Ericsson, contrôlaient plus de 65 % des commandes de l'État en matériel de commutation pour les services téléphoniques. Le CNET est appelé par l'État à y remédier, dans le sillage de la commission de modernisation des télécommunications créée en 1947.
En mars 1957, les laboratoires Bell invitent dans leurs laboratoires de Murray Hill, dans le New Jersey, tous les organismes et sociétés publics ou privés qui ont des accords de brevets avec Western Electric. Une démonstration d'une première maquette de central téléphonique électronique est effectuée devant les participants à ce colloque : des exposés sont faits et une abondante documentation est remise aux invités. Pierre Marzin, qui avait tenu à participer en personne à ce symposium, en revint enthousiasmé.
Dès 1966, un séminaire international ISS (International Switching Symposium) rassemble les experts du domaine. En mai 1965 Bell labs met en exploitation le premier système à commutation électronique temporel.
Depuis 1957, des équipes du CNET ont développé des ordinateurs et des systèmes de commutation numériques, suivant de près la conception des réseaux de données. En 1970, le CNET réalise son système de commutation électronique temporelle, PLATON (Prototype Lannionais d'Autocommutateur Temporel à Organisation Numérique), qui va permettre de simplifier les centraux téléphoniques, teste les premières transmissions par fibre optique et commence ses travaux sur la visiophonie.

### L'aide à la CGE (Compagnie générale d'électricité) pour les commutateurs spatial et temporel
Mais du retard a été pris car en 1970, la France ne compte que 7,8 lignes principales de téléphone pour cent habitants. C'est très en dessous d'autres pays : 11,1 pour l'Italie, 12,3 pour la RFA, 15,3 pour le Royaume-Uni, 33,3 pour les États-Unis et 40,9 pour la Suède. En 1959, avait été créée la Socotel, société d'économie mixte réunissant l'administration et les industriels, et le CNET y exerce un rôle important, mais les industriels français comme les filiales d'ITT, « se montrèrent très réservés, voire hostiles », laissant l’État assurer tous les investissements.
Les industriels jugent trop ambitieux le commutateur spatial SE 400, et s'y opposent le 15 décembre 1960. Le CNET n'en développe pas moins le central E10 doté de deux caractéristiques d'avant-garde : le recours à plusieurs processeurs spécialisés, et un calculateur commun à plusieurs commutateurs, dans le sillage des progrès de l'industrie mondiale des semi-conducteurs et de celle du logiciel, alors en pleine émergence. Il convainc la CIT (Compagnie industrielle des télécommunications), filiale de la CGE, d'adopter la technologie la plus en pointe, le commutateur temporel, alors qu'elle le voyait « avec peu d'enthousiasme », après avoir réalisé pour elle l'essentiel de l'effort de recherche, à des conditions « très favorables » qui mettent fin à ses réticences. Par ailleurs, la CGE fonde une filiale, la SLE (Société lanionnaise d'électronique) pour l'industrialisation et la commercialisation des commutateurs électroniques de la famille E10 au début des années 1970, à Guingamp (avec des centres de production satellites comme Bégard, Pontrieux, Lanvollon, Bourbriac, Callac, Belle-Isle en Terre), qui récupère à bon compte les ingénieurs ayant développé le projet au sein du CNET, comme François Tallegas et Jean-Baptiste Jacob. La « démarche suivie lors de cette étape cruciale du développement du temporel fut donc très pragmatique », selon l'économiste Pascal Griset.

### La période 1974-1980
L'année 1974 voit le CNET atteindre son développement maximum avec environ 3 500 ingénieurs et techniciens. Il est alors placé sous la coupe d'un nouveau tuteur, la direction des Affaires industrielles, avec le changement d'esprit le plus important depuis la Libération.
Entre 1975 et 1985, le CNET, sur fond d'arrêt par l'Etat du projet concurrent Cyclades, de l'INRIA, continue ses recherches sur la numérisation du réseau de communication, avec en particulier la création de Transpac en 1978.
Les travaux du CNET permettent de proposer en 1980 un avant-goût d'Internet : le Minitel. Les travaux portent, cependant, essentiellement, sur la promotion de la norme X.25. Le Télétexte, encore utilisé aujourd'hui, date aussi de cette époque, ainsi que Numéris (RNIS), l'ATM, les premiers écrans plats à matrice active, et les publiphones à télécarte.

## Les années 1980
Le changement de majorité en France, en 1981, se répercute sur les télécommunications. La nouvelle direction du CNET s'efforce de redonner au CNET son dynamisme, émoussé par les remises en cause antérieures. De nouvelles formes d'études coordonnées et finalisées, les projets-CNET se mettent en place ; un prix-CNET est institué, récompensant la meilleure étude. Le CNET retrouve sa place au sein de la DGT et sa crédibilité au sein de la recherche.
Après 1985, le CNET prépare l'arrivée des communications par l'image et la vidéo, avec entre autres, le haut débit, le multimédia, et la reconnaissance automatique de la parole (en continuant des travaux entamés dès 1969). Les premiers services mobiles sortent en 1985 avec Radiocom 2000 puis en 1990 avec Bi-Bop ; la première télévision numérique terrestre est testée en 1993.
L'activité de reconnaissance vocale du CNET aboutit en 2000 à la création de la spin-off Telisma, spécialisée dans les technologies de reconnaissance de la parole. Telisma est successivement acquise par l’entreprise indienne OnMobile, puis par les sociétés américaines VoiceBox et Nuance. L'activité de reconnaissance vocale pour les centres de contact repasse ensuite sous pavillon français avec ViaDialog.

## Les années 2000
Dans les premières années 2000, le CNET quitte définitivement les bâtiments situés à Issy-les-Moulineaux avenue du Général Leclerc ; ceux-ci ont été démolis à la fin de l'année 2017 pour laisser place à la construction du programme immobilier « Issy Cœur de Ville ».

## Implantation du CNET en Bretagne
Le CNET s’implante à Lannion (Côtes-d'Armor) en 1960, sous l'influence d'un enfant du pays, Pierre Marzin, qui dirige alors l'établissement d'Issy-les-Moulineaux, en région parisienne ; il a par ce biais contribué très largement au développement économique et démographique de la région du Trégor.
Au milieu des années 1990, la branche télécom des PTT emploie environ 1 730 salariés au CNET de Lannion et 500 autres au CCETT (Centre commun d'études de télédiffusion et de télécommunications) à Rennes, et pour l'ensemble de la région Bretagne « près de la moitié de sa matière grise et de ses études avec des spécialités comme le multimédia, les transmissions et la commutation large bande », entrainant l'ensemble des activités électroniques bretonnes qui emploient alors, privé et public confondus, environ 18 000 salariés, selon le quotidien Les Échos.
Lors de la reprise des actifs de Telisma, la majorité des équipes de la spin-off, réparties entre Lannion et Rennes, se retrouvent dans les lab R&D des sociétés ViaDialog et Oracle

## Inventions et faits marquants
- 1963 : Aristote, premier commutateur téléphonique électronique de type spatial en Europe
- 1963 : S63, poste téléphonique optimisé
- 1967 : Satellite géostationnaire de télécommunications
- 1970 : Platon, premier commutateur téléphonique électronique de type temporel du monde
- 1971 : Création du télétexte système Antiope (qui sera déployé en France en 1977)
- 1977 : Étude et développement des câbles optiques
- 1978 : Mise au point du réseau Transpac
- 1980 : Invention du Minitel et de l'Annuaire Électronique des abonnés au téléphone
- 1984 : co-invention de l'ATM et premier switch pré-ATM.
- 1982 : Marathon, premier prototype de téléphone mobile
- 1987 : Visage, visiophone grand public
- 1987 : Lancement du réseau numérique à intégration de services RNIS (Numéris)
- 1988 : Lancement de solution de radiodiffusion numérique (DAB)
- 1988 : Démonstration de télévision haute définition
- 1990 : Mise au point du Bi-Bop, premier téléphone mobile grand-public

## Enquête romancée de 2020
Le CNET-Bretagne, sa région ainsi que ses paysages, sont immortalisés dans Comédies Françaises, le roman d'Éric Reinhardt publié en 2020, par le biais d'une visite du héros, Dimitri Marguerite, dans la scène finale. Après avoir visité la tombe de l'industriel des télécoms Ambroise Roux, au cimetière de Trégastel, village tout proche, et juste avant d'interviewer sa fille, il découvre dans le Cité des télécoms que « la personne et les apports scientifiques de Louis Pouzin [sont] purement et simplement passés sous silence dans ce musée ».